# European Touring Car Cup 2011
Im Jahr 2011 fand die sechste Ausgabe des European Touring Car Cups statt. Im Gegensatz zum Vorjahr ist die Veranstaltung wieder auf ein Event reduziert worden. Dieses wurde am 23. und 24. Juli 2011 auf dem Salzburgring in Österreich ausgetragen. Startberechtigt waren Fahrzeuge der Klassen Super 2000, Super Production und Super 1600.

## Teams und Fahrer
| Super 2000                  | Super 2000          | Super 2000 | Super 2000           | Super 2000 |
| Team                        | Fahrzeug            | Nr.        | Fahrer               |            |
| --------------------------- | ------------------- | ---------- | -------------------- | ---------- |
| Chevrolet Motorsport Sweden | Chevrolet Cruze LT  | 2          | Michel Nykjær        |            |
| Hartmann Honda Racing       | Honda Accord Euro R | 4          | Fabrizio Giovanardi  |            |
| Hartmann Honda Racing       | Honda Accord Euro R | 5          | Wolfgang Treml       |            |
| SUNRED Engineering          | SEAT León 2.0 TDI   | 6          | Pepe Oriola          |            |
| Rikli Motorsport            | Honda Civic FD      | 8          | Peter Rikli          |            |
| Rikli Motorsport            | Honda Accord Euro R | 9          | Christian Fischer    |            |
| Proteam Racing              | BMW 320si           | 11         | Mehdi Bennani        |            |
| Borusan Otomotiv Motorsport | BMW 320si           | 13         | Ibrahim Okyay        |            |
| Thate Motorsport            | BMW 320si           | 14         | Jens Guido Weimann   |            |
| K&K Motorsport              | Audi A4             | 15         | Andreas Kast         |            |
| Seco Tools Racing Team      | Honda Accord Euro R | 17         | Tomas Engström       |            |
| Super Production            |                     |            |                      |            |
| F Motorsport                | BMW 320i E46        | 22         | Fabio Fabiani        |            |
| AK Djelmas Sport            | Honda Civic Type-R  | 23         | Aleksandar Tošić     |            |
| Pro East Racing Team        | Mitsubishi Carisma  | 24         | Niek Oude Luttikhuis |            |
| Super 1600                  |                     |            |                      |            |
| ATM Racing                  | Ford Fiesta 1.6 16V | 32         | Ulrike Krafft        |            |
| ATM Racing                  | Ford Fiesta ST      | 33         | Klaus Bingler        |            |
| ATM Racing                  | Ford Fiesta 1.6 16V | 34         | Igor Skuz            |            |
| Gena Autosport              | Ford Fiesta ST      | 35         | Erwin Lukas          |            |
| Roscher Racing              | Ford Fiesta ST      | 37         | Thomas Mühlenz       |            |

## Rennergebnisse
| Datum    | Strecke      | Pole-Position       | Schnellste Runde | Sieger S2000        | Sieger SP        | Sieger S1600   |
| -------- | ------------ | ------------------- | ---------------- | ------------------- | ---------------- | -------------- |
| 24. Juli | Salzburgring | Fabrizio Giovanardi | Tomas Engström   | Fabrizio Giovanardi | Aleksandar Tošić | Thomas Mühlenz |
| 24. Juli | Salzburgring |                     | Tomas Engström   | Pepe Oriola         | Aleksandar Tošić | Thomas Mühlenz |

## Punktestände
| Pos              | Fahrer              | R1         | R2         | Pkte       |
| Super 2000       | Super 2000          | Super 2000 | Super 2000 | Super 2000 |
| ---------------- | ------------------- | ---------- | ---------- | ---------- |
| 1                | Fabrizio Giovanardi | 1          | 2          | 21         |
| 2                | Pepe Oriola         | 2          | 1          | 20         |
| 3                | Tomas Engström      | 3          | 3          | 13         |
| 4                | Wolfgang Treml      | 6          | 4          | 8          |
| 5                | Mehdi Bennani       | 4          | 15         | 6          |
| 6                | Peter Rikli         | 8          | 5          | 5          |
| 7                | Ibrahim Okyay       | 5          | DNF        | 4          |
| 8                | Andreas Kast        | 9          | 6          | 3          |
| 9                | Jens Guido Weimann  | 7          | DNF        | 2          |
| 9                | Christian Fischer   | DNF        | 7          | 2          |
|                  | Michel Nykjær       | DNF        | DNF        | 0          |
| Super Production |                     |            |            |            |
| 1                | Aleksandar Tošić    | 11         | 8          | 23         |
| 2                | Fabio Fabiani       | 15         | 14         | 16         |
| Super 1600       |                     |            |            |            |
| 1                | Thomas Mühlenz      | 10         | 9          | 23         |
| 2                | Ulrike Krafft       | 12         | 10         | 18         |
| 3                | Erwin Lukas         | 13         | 12         | 11         |
| 4                | Klaus Bingler       | 14         | 13         | 9          |
| 5                | Igor Skuz           | DNF        | 11         | 7          |
| Pos              | Fahrer              | R1         | R2         | Pkte       |